# Dichocrocis
Dichocrocis is een geslacht van vlinders van de familie van de grasmotten (Crambidae), uit de onderfamilie van de Spilomelinae. De wetenschappelijke naam en de beschrijving van dit geslacht zijn voor het eerst gepubliceerd in 1863 door Julius Lederer. Lederer beschreef ook de eerste soort uit het geslacht, Dichocrocis frenatalis, die als typesoort is aangeduid.

## Soorten
- D. acoluthalis West, 1931
- D. actinialis Hampson, 1899
- D. albilunalis Hampson, 1912
- D. alluaudalis Viette, 1953
- D. atrisectalis Hampson, 1908
- D. bilinealis Hampson, 1896
- D. bimaculalis Kenrick, 1907
- D. biplagialis Hampson, 1918
- D. bistrigalis (Walker, 1866)
- D. catalalis Viette, 1953
- D. clystalis Schaus, 1920
- D. clytusalis (Walker, 1859)
- D. credulalis (Snellen, 1890)
- D. definita (Butler, 1889)
- D. dehradunensis Pajni & Rose, 1977
- D. dorsipunctalis Schaus, 1927
- D. erixantha (Meyrick, 1886)
- D. eubulealis (Walker, 1859)
- D. ferialis Joannis, 1929
- D. festivalis (Swinhoe, 1885)
- D. frenatalis Lederer, 1863
- D. fuscifimbria Warren, 1896
- D. fuscoalbalis Hampson, 1899
- D. galmeralis Schaus, 1927
- D. gyacalis Schaus, 1920
- D. klotsi Pajni & Rose, 1977
- D. latipunctalis Caradja, 1925
- D. leptalis Hampson, 1903
- D. leucostolalis Hampson, 1918
- D. liparalis West, 1931
- D. loxophora Hampson, 1912
- D. macrostidza Hampson, 1912
- D. megillalis (Walker, 1859)
- D. nigricinctalis Hampson, 1912
- D. pardalis Kenrick, 1907
- D. penniger Dyar, 1913
- D. philippinensis Hampson, 1912
- D. plenistigmalis (Warren, 1895)
- D. pseudpoeonalis Hampson, 1899
- D. punctilinealis Hampson, 1899
- D. pyrrhalis (Walker, 1859)
- D. rigidalis (Snellen, 1890)
- D. rubritinctalis Hampson, 1918
- D. strigimarginalis Hampson, 1899
- D. tigridalis Mabille, 1900
- D. tlapalis Schaus, 1920
- D. tripunctapex Hampson, 1899
- D. tyranthes Meyrick, 1897
- D. xanthocyma Hampson, 1899
- D. xanthoplagalis Hampson, 1912
- D. xuthusalis (Walker, 1859)
- D. zebralis (Moore, 1867)